# ACI・ヴァレルンガ・サーキット
ACI・ヴァレルンガ・サーキットは、イタリア・ローマの北32kmにある、カンパニャーノの分離集落ヴァッレルンガに位置するサーキット。正式名称は、アウトドローモ・ヴァッレルンガ・ピエロ・タルッフィ (伊: Autodromo Vallelunga Piero Taruffi) 。
1.746kmのロードコースとして1957年に建てられた。
1963年からローマ・グランプリが開催され、1967年にトラックがイタリア自動車クラブ（ACI）の所有物となったときに新しいループが追加された。1971年にさらに改修が行われた。このトラックは、著名なイタリアのレーシングドライバー、 ピエロ・タルッフィにちなんで命名された。 
2004年8月に0.863kmトラックが延長され、現在の長さになった。新コースは、テストコースとしてFIAからの認証を受けており、さまざまなF1チームが使用している。また、ヴァッレルンガ6時間耐久レースも開催されている。 
トラックは、ACIが公共の運転安全トレーニングコースに使用し、毎年秋には、主にヴィンテージ自動車のスペアパーツを専門とする広大なフリーマーケットが開催される。